# Malloc
Pour l’article ayant un titre homophone, voir Mallock.
 (juillet 2024).
Si vous disposez d'ouvrages ou d'articles de référence ou si vous connaissez des sites web de qualité traitant du thème abordé ici, merci de compléter l'article en donnant les références utiles à sa vérifiabilité et en les liant à la section « Notes et références ».

Par exemple, l'appel malloc(4) alloue 4 octets dans le tas mémoire et renvoie l'adresse du premier octet (sur l'image 0x42).

En informatique, la fonction malloc (pour memory allocation en anglais) est une fonction de la bibliothèque standard du langage C, qui permet d'allouer dynamiquement de la mémoire. La libération de la mémoire ainsi réservée s'effectue avec la fonction free.
Cette fonction est déclarée dans l'en-tête <stdlib.h>. Dans les systèmes GNU/Linux, elle fait partie du paquet GNU C Library.

## Utilisation
La fonction malloc permet de réserver une zone de la mémoire. Son prototype est le suivant :
```
void
 
*
malloc
(
size_t
 
nbOctets
);

```

Le seul paramètre à passer à malloc est le nombre d'octets à allouer. La valeur renvoyée est l'adresse du premier octet de la zone mémoire allouée. Si l'allocation n'a pu se réaliser (par manque de mémoire libre), la valeur de retour est la constante NULL.
La libération de la mémoire précédemment allouée via malloc est assurée par la fonction free dont la déclaration est la suivante :
```
void
 
free
(
void
 
*
ptr
);

```

Le seul paramètre à passer est l'adresse du premier octet de la zone allouée et aucune valeur n'est retournée une fois cette opération réalisée.
Voici du code réservant 20 octets et le libérant immédiatement après si l'allocation a été effectuée.
```
#include
 
<stdlib.h>

char
 
*
 
pointeur
 
=
 
malloc
(
20
 
*
 
sizeof
(
char
));
 
//Allocation de 20 octets (Un char est égal à 1 octet)

if
(
pointeur
 
==
 
NULL
)

{

    
printf
(
"L'allocation n'a pu être réalisée
\n
"
);

}

else

{

    
printf
(
"L'allocation a été un succès
\n
"
);

    
free
(
pointeur
);
 
//Libération des 20 octets précédemment alloués

    
pointeur
 
=
 
NULL
;
 
// Invalidation du pointeur

}

```

## Motivation
Il existe trois types d'allocation de mémoire pour une variable dans un programme C : l'allocation statique, automatique, et dynamique. La fonction malloc concerne l'allocation dynamique.
L'allocation statique a lieu au cours de la compilation par la déclaration de variables statiques. Ces variables là persistent durant toute l'exécution du programme. Cela concerne les variables globales et les variables locales déclarées en utilisant le mot-clé static. L'allocation statique oblige le développeur à connaître à l'avance la quantité de mémoire qui sera utilisée par le programme. C'est ainsi qu'un « gaspillage » de la mémoire peut survenir si l'on réserve trop de mémoire par rapport à ce dont le programme a véritablement besoin pour réaliser la tâche qui lui incombe.
L'allocation automatique a lieu pendant l'exécution du programme sur la pile d'exécution. Il s'agit des variables locales déclarées dans un bloc d'instructions. La libération de la mémoire n'est réalisée qu'à la fin du bloc d'instructions dans lequel est déclarée la variable. Cela peut également être un facteur de gaspillage lorsque de la mémoire est allouée, mais n'est plus utilisée.
C'est ici que l'allocation dynamique de mémoire entre en jeu. La réservation de la mémoire se fait au cours de l'exécution du programme, mais la libération de cette mémoire n'est plus gérée par le compilateur, mais par le programmeur. L'allocation dynamique a lieu à la demande sur le tas. Pour cela, on utilise des fonctions d'allocation de la mémoire comme malloc. Cela augmente la complexité du programme, mais la gestion de la mémoire est plus fine. Si un programme alloue de la mémoire par malloc sans la libérer ensuite par free, on parle de fuite de mémoire. Pour éviter ce type de bug et faciliter l'écriture des programmes, certains langages disposent d'un mécanisme de ramasse-miettes, mais ce n'est pas le cas du langage C.

## Fonctions analogues

### calloc
La zone mémoire allouée par malloc n'est pas initialisée automatiquement. Cette initialisation peut être réalisée à l'aide de la fonction memset ou bien par le parcours de toute la zone mémoire. Avec la fonction calloc, cette phase d'initialisation n'est plus nécessaire, car la zone mémoire allouée est initialisée avec des 0.
La déclaration de calloc est la suivante :
```
void
 
*
calloc
(
size_t
 
nmemb
,
 
size_t
 
size
);

```

Le paramètre nmemb est le nombre d'éléments que l'on désire réserver et size correspond à la taille en octets d'un élément. La valeur retournée est la même que pour malloc.

### realloc
La fonction realloc permet de modifier la taille de la mémoire allouée préalablement avec malloc. S'il est nécessaire de déplacer la zone mémoire, car il n'y a pas assez de mémoire contiguë, la libération de l'ancienne zone mémoire est réalisée par realloc via free.
La déclaration de realloc est la suivante :
```
void
 
*
realloc
(
void
 
*
ptr
,
 
size_t
 
size
);

```

Le paramètre ptr désigne le début de la zone mémoire dont on désire modifier la taille. Le second paramètre, size, est la nouvelle taille en octet de la zone mémoire.
Si la fonction réussit, la valeur retournée est le début de la zone mémoire allouée. Attention : la valeur du pointeur ptr n'est plus valide car la nouvelle zone peut débuter à un autre endroit de la mémoire si un déplacement a été nécessaire.

Si la fonction échoue, elle retourne la valeur NULL. Des précautions doivent être prises pour éviter une fuite de mémoire. Il convient de veiller à ce que l'adresse de l'ancien bloc ne soit pas écrasée avant de s'assurer que la réallocation a bien réussi. Dans le code suivant, le test sur la valeur de tampon n'est pas suffisant. Si realloc échoue, l'adresse de la zone mémoire est perdue :
```
tampon
 
=
 
realloc
(
tampon
,
 
nouvelle_taille
);

if
 
(
tampon
 
==
 
NULL
)

    
rapporterErreur
();

```

Pour remédier à ce problème, on introduit une nouvelle variable tmpqui stocke le résultat de realloc sans écraser la valeur de tampon :
```
tmp
 
=
 
realloc
(
tampon
,
 
nouvelle_taille
);

if
 
(
tmp
 
==
 
NULL
)

  
{

    
free
(
tampon
);

    
rapporterErreur
();

  
}

else

  
tampon
 
=
 
tmp
;

```

## Débogage

### Débogage sous Windows
Des utilitaires graphiques permettent de vérifier que la mémoire utilisée est bien libérée lorsqu'elle n'est plus utilisée, comme c'est le cas avec MFC Debugging support qui est dédié à l'API MFC de Microsoft.

### Débogage sous GNU/Linux
- La GNU C Library fournit un couple de programme en Perl et fonction C nommés mtrace[9],[10], la fonction C génére des traces relatives aux allocations mémoire dans un programme et le programme permet de les analyser et afficher de maniére lisible pour un humain;
- TotalView, Valgrind et mpatrol : débogueurs permettant de détecter les fuites de mémoire et les écritures hors de la zone allouée par malloc ;
- La bibliothèque logicielle DUMA aide à détecter indirectement les malloc ayant une taille trop petite ou trop grande ;